# Лоренцо Инсине
Лоренцо Инсине (на италиански: Lorenzo Insigne) е италиански футболист, полузащитник.

## Кариера

### Фоджа и Пескара
Юноша е на Наполи, а през 2010 г. част от правата му са продадени на Фоджа. През сезон 2010/11 вкарва 19 гола в Лега Про Прима Дивизионе. На 8 юни 2011 г. е даден под наем на Пескара в Серия Б. Оформят нападателно дуо с Чиро Имобиле, като Инсиние вкарва 18 гола и записва 14 асистенции.

### Наполи
През сезон 2012/13 се завръща в Наполи. Първият му гол в Серия А е на 16 септември 2012 г. срещу Парма. През сезона има 43 мача, 5 гола и 7 асистенции във всички турнири. През 2013/14 вкарва гол от пряк свободен удар в Шампионската лига срещу Борусия (Дортмунд). На 3 май 2014 г. във финала за Копа Италия отбелязва два гола за 3:1 срещу Фиорентина. На 9 ноември 2014 г. скъсва кръстни връзки и е за дълго извън терените. Завръща се на 4 април 2015 г. срещу Рома. На 31 май 2016 г. попада в състава на Антонио Конте за Евро 2016.

## Отличия

### Пескара
- Серия Б (1): 2011/12

### Наполи
- Носител на Копа Италия (2): 2014, 2020
- Носител на Суперкупата на Италия (1): 2014

### Италия
- Европейско първенство по футбол (1): 2020

### Индивидуални
- Оскар дел Калчо - Най-добър футболист в Серия Б (1): 2012[9]
- Голмайстор на Копа Италия (1): 2014